# Unst

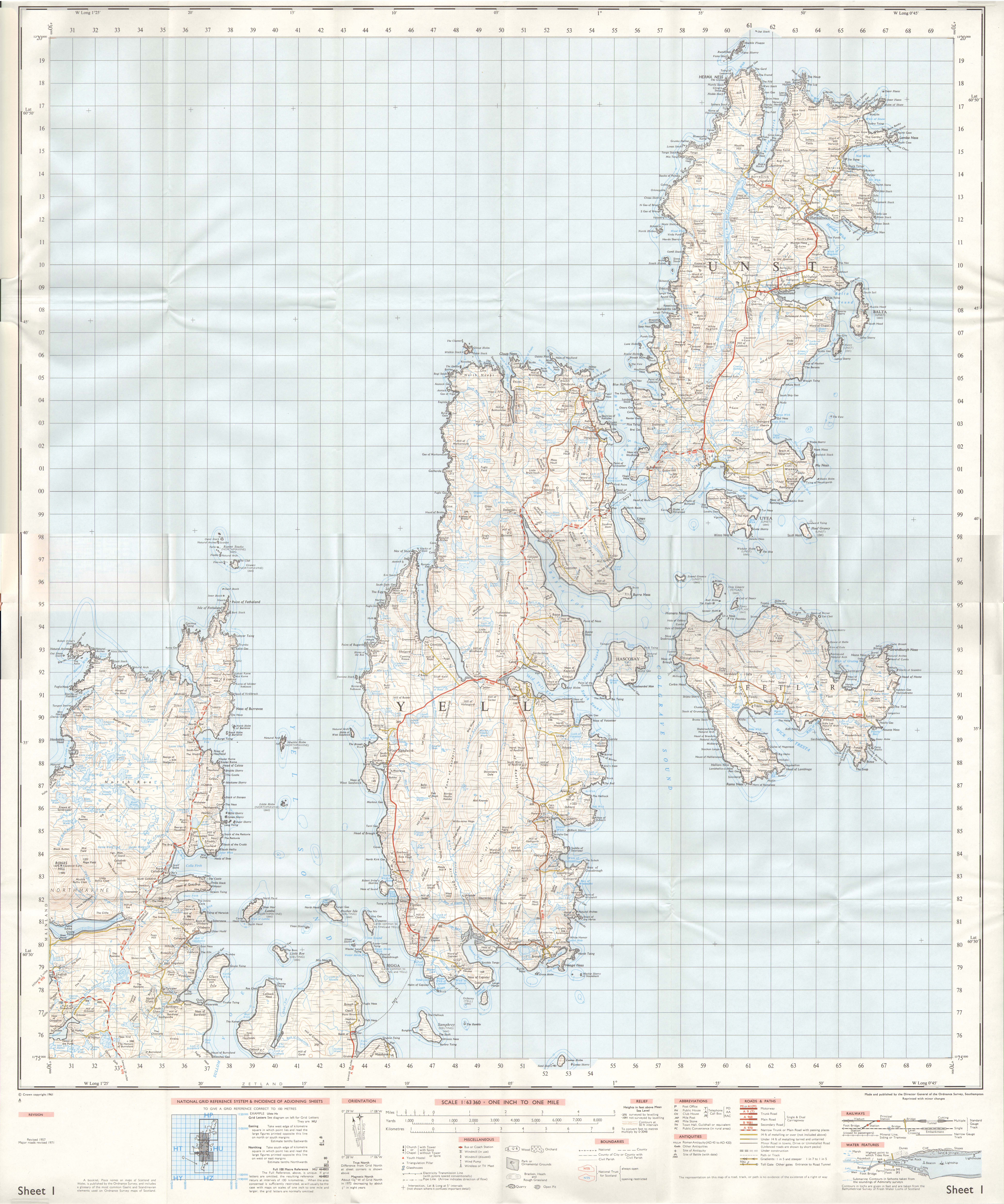
Ordnance-Survey-Kartenblatt von 1961

Unst ist die nördlichste große Insel im Archipel der Shetlandinseln und die nördlichste bewohnte Insel Großbritanniens. Sie ist dünn besiedelt und zählte 632 Einwohner zur letzten Volkszählung am 27. März 2011. Gegenüber 1991 (1055) und 2001 (720) ist das eine deutliche Abnahme. Die meisten Einwohner sind Fischer, viele junge Menschen zieht es heutzutage nach Mainland oder auf das schottische Festland. Unst und Yell wurden vom National Trust for Scotland übernommen und verwaltet.

## Geographie
Vom Charakter her ist Unst ganz anders als Mainland (bergig) und die benachbarte Insel Yell (vor allem Torf). Im Frühjahr sind die grünen Wiesen übersät mit Gänseblümchen; viele Schafe weiden dort. Im Winter ist die Insel sturmumtost und gelegentlich verschneit. Unst ist das „Mutterland“ der Shetlandponys, die man auch heute noch in zum Teil wilden Herden über die Insel ziehen sieht, und vor denen „Vorsicht Pony“-Schilder warnen.
In Hermaness, einem großen Naturschutzgebiet im Nordwesten, kann man an den Klippen Seevögel aus nächster Nähe beobachten. Man findet auf Unst, wie in fast allen Gegenden Shetlands, eine große Zahl Orchideen, im Keen of Hamar eine Flora ähnlich der der Alpen und gelegentlich Exemplare des seltenen und nur dort wachsenden Edmondstons Hornkraut (Cerastium nigrescens).
Die größte zivile Siedlung auf der Insel ist Baltasound mit einigen Dutzend Einwohnern, ein paar wenigen Einkaufsgelegenheiten, einem Hotel und einer Telefonzelle. Die Bar im Baltasound Hotel ist der einzige nennenswerte soziale Treffpunkt im Ort. Das nördlichste Postamt Großbritannien befand sich bis 1999 einige Kilometer weiter nördlich in Haroldswick. Es musste schließen, da sich kein Nachfolger für die jahrzehntelang tätige Postangestellte fand. In Haroldswick war auch bis 2006 ein Stützpunkt der Royal Air Force, der jetzt in das Saxa Vord Resort umgebaut wurde.
Zur Civil parish Unst gehören die ehemals bewohnten Inseln Uyea im Süden und Muckle Flugga im Norden, sowie einige kleinere Nebeninseln, darunter Balta vor der Ostküste, Haaf Gruney im Süden und Out Stack ganz im Norden. Unst bildete mit seinen Nebeninseln in verwaltungsmäßiger und kirchlicher Hinsicht seit jeher eine Einheit, zerfällt aber in drei natürliche Distrikte:
- North Parish
- Middle Parish
- South Parish

## Verkehr und Sehenswürdigkeiten
Die Insel ist das ganze Jahr über gut mit den regelmäßig verkehrenden Autofähren erreichbar. Auf der Insel verkehrt eine Buslinie, die vor allem dem Schülertransport dient. Beachtenswert ist die Bushaltestelle „Unst Bus Shelter“, die je nach Anlass (zum Beispiel Kronjubiläum der Queen) ihr Antlitz wechselt. Sie gilt als einzige Bushaltestelle weltweit, die eine eigene Internetseite besitzt. Der im Ort Ordale liegende Flugplatz wird jetzt nur noch gelegentlich für Schulungen und Notfälle genutzt.
Aus der Vorzeit sind die Reste zweier Brochs und das Fundament eines ovalen Hauses erhalten, das wohl Teil eines Ancient cooking place war und auch Burned Mound genannt wird. Die Ringe von Tivla, (englisch Rounds of Tivla) und der Menhir von Bordastubble liegen/stehen auf der Insel. Eine der wichtigsten Sehenswürdigkeiten sind die Ruinen des 1598 erbauten Muness Castle.
In der Kirchenruine von St. Olaf befinden sich Grabplatten von zwei Bremer Hansekaufleuten, die dort 1573 bzw. 1585 verstorben waren. Beide hatten langjährige Handelsbeziehungen zu den Shetlands gepflegt, vor allem durch den Handel mit Stockfisch von den Inseln.
Auf einer Landzunge im Nordosten von Unst wird der Weltraumbahnhof Saxavord Spaceport gebaut.

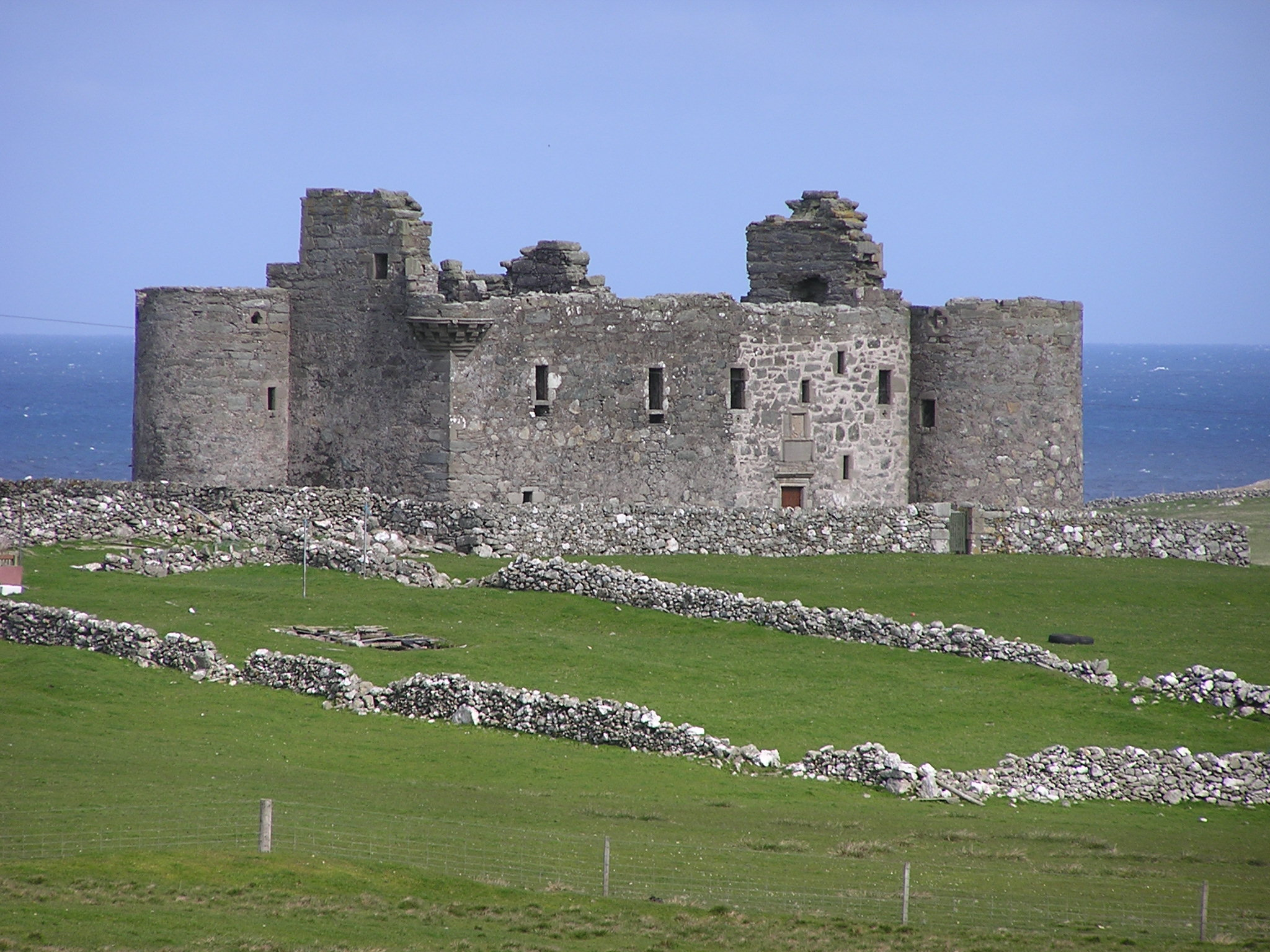
Muness Castle auf Unst
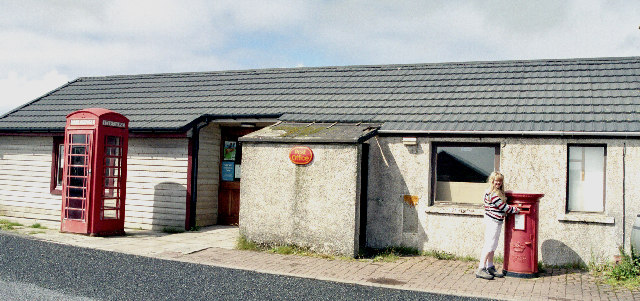
Das nördlichste Postamt des Vereinigten Königreichs in Baltasound
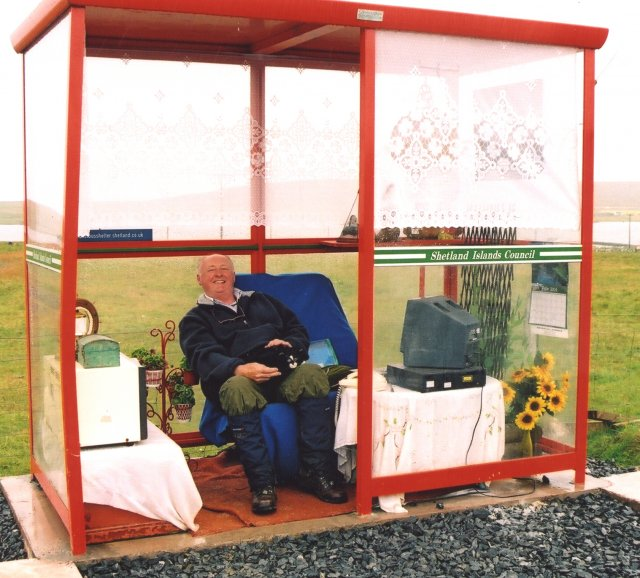
„Unst Bus Shelter“ im Juli 2004
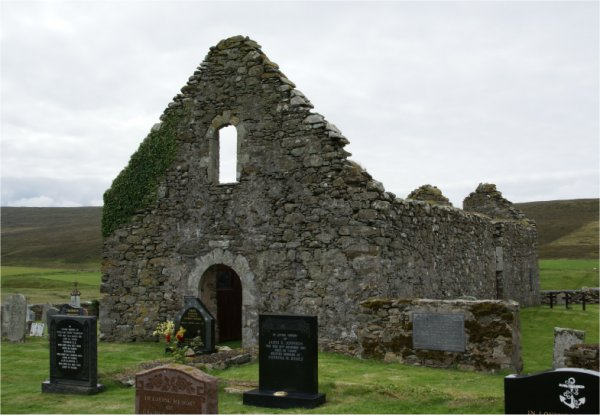
St. Olaf’s Church auf Unst

## Trivia
In der Konzeptgeschichte um die Power-Metal-Band Gloryhammer wird die Heimat des Charakters Hootsman auf der Insel Unst verortet. Mit diesem Hintergrund veröffentlichte die Band auch einen Titel namens The National Anthem of Unst, der in einer Spezialedition ihres zweiten Albums enthalten war.